# Robert Marjolin
Robert Marjolin (ur. 27 lipca 1911 roku w Paryżu, zm. 15 kwietnia 1986 roku w Paryżu) – francuski polityk i ekonomista, wiceprzewodniczący Komisji Europejskiej, Komisarz ds. Ekonomicznych i Finansowych w pierwszej i drugiej komisji Waltera Hallsteina.